# جوزيف سيمونز
جوزيف سيمونز (بالإنجليزية: Joseph Simmons)‏ هو دي جيه ومنتج تلفزيوني ومنتج أسطوانات وكاتب سيناريو ووزير وممثل أمريكي، ولد في 14 نوفمبر 1964 في كوينز في الولايات المتحدة.

## وصلات خارجية
- جوزيف سيمونز على موقع IMDb (الإنجليزية)
- جوزيف سيمونز على موقع ميوزك برينز (الإنجليزية)
- جوزيف سيمونز على موقع إن إن دي بي (الإنجليزية)
- جوزيف سيمونز على موقع أول ميوزيك (الإنجليزية)
- جوزيف سيمونز على موقع ديسكوغز (الإنجليزية)
- جوزيف سيمونز على موقع ديسكوغز (الإنجليزية)
- جوزيف سيمونز على موقع قاعدة بيانات الفيلم (الإنجليزية)